# Limnophila benguetana
Limnophila benguetana är en tvåvingeart som beskrevs av Alexander 1931. Limnophila benguetana ingår i släktet Limnophila och familjen småharkrankar. Inga underarter finns listade i Catalogue of Life.